# Neptúnium-hexafluorid
A neptúnium-hexafluorid egy szervetlen vegyület. Képlete: NpF6. Narancssárga, illékony, kristályos szilárd anyag. Nagyon korrozív és radioaktív. Az egyetlen olyan neptúniumvegyület, amely könnyen átalakítható gázfázisúvá. Neptúnium(IV)-fluorid (NpF4) és erősen fluorozó anyagok (például elemi fluor) reakciójával állítják elő:
NpF4 + F2 → NpF6
Elő lehet állítani neptúnium(III)-fluorid fluorozásával is:
2 NpF3 + 3 F2 → 2 NpF6

## Fordítás
- Ez a szócikk részben vagy egészben  a   Neptunium hexafluoride című angol Wikipédia-szócikk fordításán alapul.  Az eredeti cikk szerkesztőit annak laptörténete sorolja fel. Ez a jelzés csupán a megfogalmazás eredetét és a szerzői jogokat jelzi, nem szolgál a cikkben szereplő információk forrásmegjelöléseként.